# LRTV Swift
Leidse Ren- en Toervereniging (LRTV) Swift is een Nederlandse wielervereniging uit Leiden.

## Geschiedenis
Het Leidse LRTV Swift werd in 1919 opgericht en kent als een van de oudste wielerclubs van Nederland een rijke historie. De grootste successen kende Swift in de jaren 60 en 70 van de 20ste eeuw. In die jaren reden bekende coureurs als Joop Zoetemelk, Gerben Karstens, Bart Zoet en Cock van der Hulst (veldrijder) voor de vereniging. De nationale kampioenschappen ploegentijdrit werden in 1966, 1967, 1968 en 1969 veroverd door Zoetemelk, Karstens en Zoet. De eerste twee titels werden samen met Nol Kloosterman veroverd, de twee laatste met Jan Zoons. In 1976 werd nog eenmaal de titel gepakt door Zoetemelk, Karstens, Piet van Leeuwen en Teun van Duuren.
Na de jaren 70 vestigde Swift in de jaren 80 en 90 naam in het amateurpeloton met de Casbaploeg, een sponsorteam dat als satellietteam van Swift fungeerde. Nadat de samenwerking tussen het meubelbedrijf Casba en LRTV Swift beëindigd was, zakte de vereniging weg. Er kon geen eliteteam meer op de been gebracht worden en veel renners verlieten de club (onder wie schaatser en baanwielrenner Jeroen Straathof). In het begin van het nieuwe millennium zorgde Suzanne de Goede voor aansprekende resultaten en startte Swift een nieuw eliteteam op in samenwerking met RTV de Bollenstreek uit Lisse en WV Avanti uit Alphen aan den Rijn: SwABo.

## Erelijst
- 1966, '67, '68, '69 en 1976: Nederlands kampioen ploegentijdrit
- 2007 (als SwABo): 3e plaats Nationale Clubkampioenschappen
- 2008 (als SwABo): 2e plaats Nationale Clubkampioenschappen

## Bekende (oud-)renners
- Joop Zoetemelk
- Gerben Karstens
- Bart Zoet
- Petra Grimbergen
- Aart Vierhouten
- Ruud Borst
- Vincent van der Kooij
- Jeroen Straathof
- Suzanne de Goede
- Regina Bruins